# Adam Wainwright
Adam Parrish Wainwright (ur. 30 sierpnia 1981) – amerykański baseballista, który występował na pozycji miotacza.

## Przebieg kariery
Wainwright został wybrany w 2000 roku w pierwszej rundzie draftu z numerem 29. przez St. Louis Cardinals i początkowo grał w klubach farmerskich tego zespołu, między innymi w Memphis Redbirds, reprezentującym poziom Triple-A. W Major League Baseball zadebiutował 11 września 2005 w meczu przeciwko New York Mets. W sezonie 2009 po raz pierwszy wystąpił w Meczu Gwiazd, a także zaliczył najwięcej w lidze zwycięstw (19) i otrzymał Złotą Rękawicę.
W 2010 zaliczając 20 zwycięstw (2. wynik w lidze) i 213 strikeout'ów (4. wynik w lidze) oraz mając wskaźnik ERA 2,42 (2. wynik w lidze), w głosowaniu do nagrody Cy Young Award zajął 2. miejsce za Royem Halladayem z Philadelphia Phillies, którego wybrano jednogłośnie. W lutym 2011 podczas treningu doznał kontuzji prawego łokcia, która wykluczyła go z gry do końca sezonu. W marcu 2013 podpisał nowy, pięcioletni kontrakt wart 97,5 miliona dolarów; to największy kontrakt w historii klubu dla miotacza.
13 czerwca 2013 w spotkaniu z New York Mets zaliczył 1000. strikeout w karierze, autując Davida Wrighta w pierwszym inningu. 31 marca 2014 w meczu otwarcia sezonu zasadniczego z Cincinnati Reds, zanotował 100. zwycięstwo w MLB. 25 kwietnia 2015 w meczu z Milwaukee Brewers podczas próby zdobycia pierwszej bazy zerwał ścięgno achillesa w lewej nodze, co wykluczyło go z gry do końca sezonu.
Do gry powrócił 3 kwietnia 2016 w meczu przeciwko Pittsburgh Pirates. 20 września 2016 w meczu z Colorado Rockies zaliczył 4 RBI, co dało mu 18 w sumie w sezonie zasadniczym. To największa liczba RBI zaliczona przez miotacza od 1973 roku, kiedy wprowadzono na listę pałkarzy designated hittera.
21 kwietnia 2017 w spotkaniu z Milwaukee Brewers zdobył home runa i zaliczył 4 RBI. W tym samym meczu rozegrał na górce pięć zmian, zaliczył 9 strikeoutów i zanotował zwycięstwo. W 2017 po raz pierwszy w swojej karierze zdobył Silver Slugger Award.

## Nagrody i wyróżnienia
| Nagroda/wyróżnienie  | Lata             | Źródło       |
| 3× All-Star          | 2010, 2013, 2014 | [ 1 ]        |
| 2× Gold Glove Award  | 2009, 2013       | [ 4 ] [ 15 ] |
| Silver Slugger Award | 2017             | [ 14 ]       |